# Trânsito de Vênus de 2012

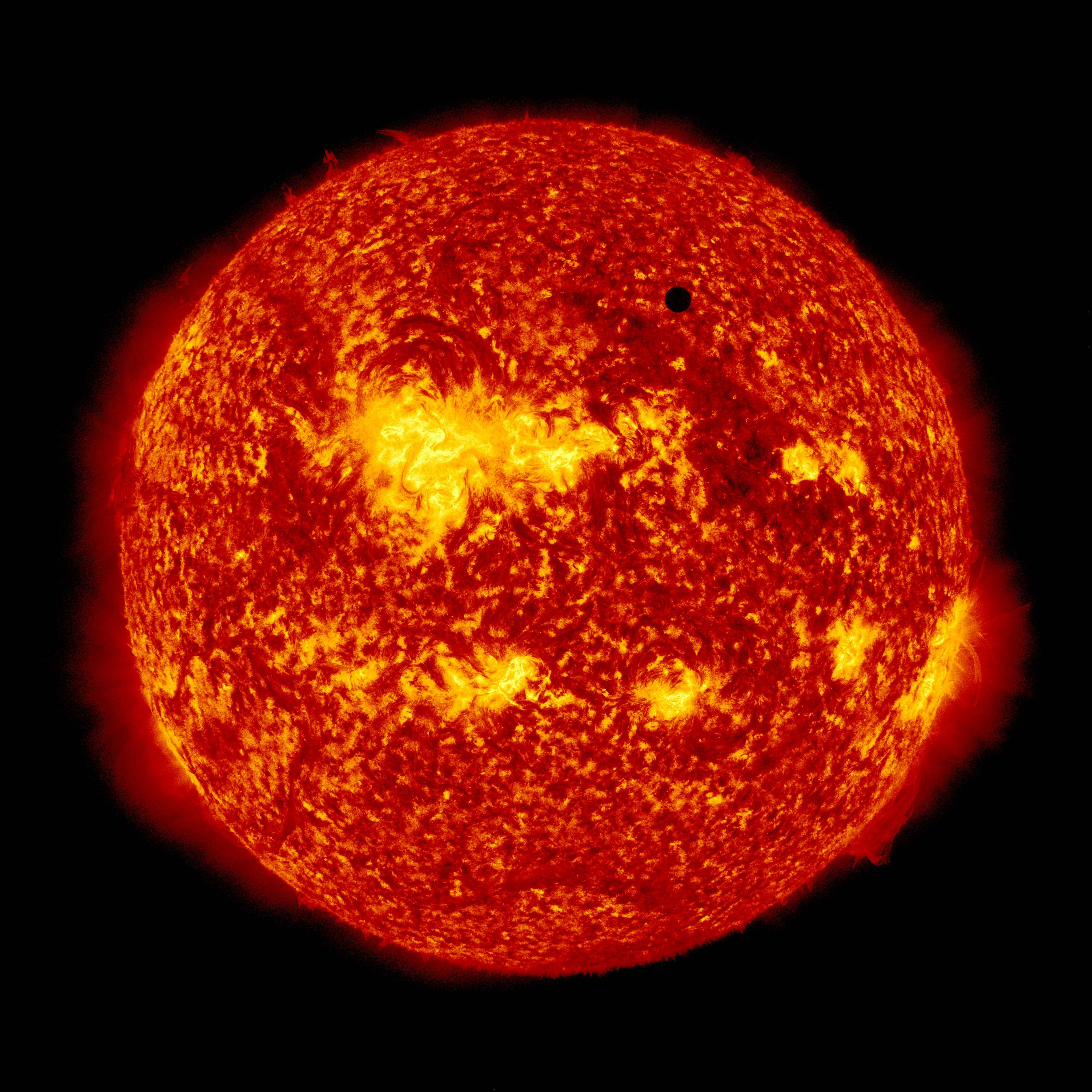
Imagem do trânsito capturada pela espaçonave Solar Dynamics Observatory da NASA. Vênus está no quadrante superior direito

O trânsito de Vênus de 2012, quando o planeta Vênus apareceu como um pequeno ponto escuro passando pela face do Sol, começou às 22h09 UTC de 5 de junho de 2012, e terminou às 04h49 UTC de 6 de junho. Dependendo da posição do observador, os horários exatos variaram em até ±7 minutos. Trânsitos de Vênus estão entre os mais raros fenômenos celestiais previsíveis e ocorrem em pares. Trânsitos consecutivos por par são espaçados por 8 anos, e pares consecutivos ocorrem com mais de um século de diferença: O trânsito anterior de Vênus ocorreu em 8 de junho de 2004 (precedido por trânsitos em 9 de dezembro de 1874 e 6 de dezembro de 1882); o próximo par de trânsitos ocorrerá em 10–11 de dezembro de 2117 e dezembro de 2125 dentro do século XXII.

## Observações do evento

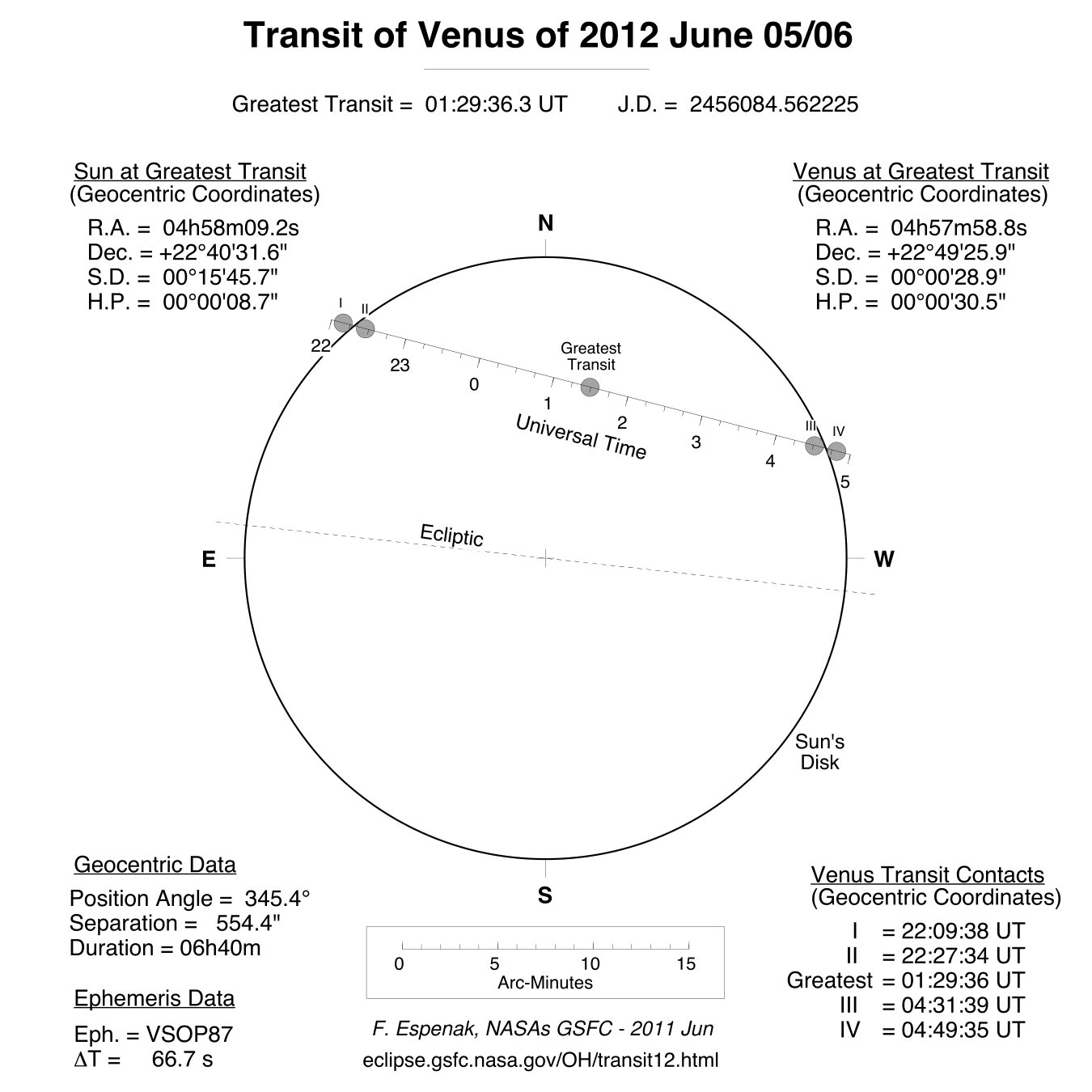
Trajetória pelo Sol, com horários de contato e outros dados

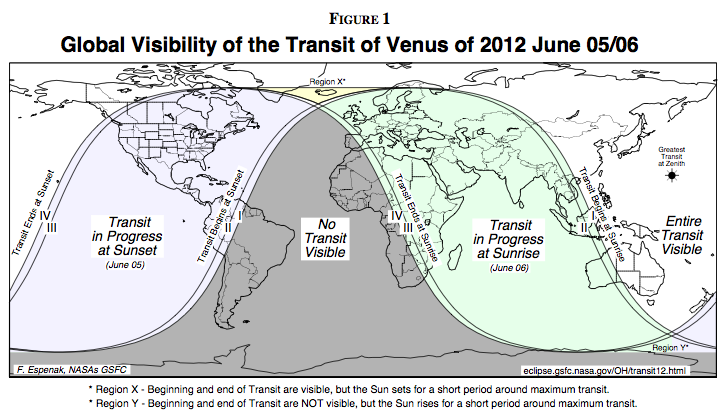
Mapa de visibilidade

Todo o trânsito foi visível do oeste do Oceano Pacífico, noroeste extremo da América do Norte, nordeste da Ásia, Japão, Filipinas, leste da Austrália, Nova Zelândia, e locais do alto Ártico incluindo o extremo norte da Escandinávia, e Groenlândia. Na América do Norte, Caribe, e noroeste da América do Sul, o início do trânsito foi visível em 5 de junho até o pôr do sol. Do nascer do sol de 6 de junho, o fim do trânsito foi visível do Sul da Ásia, Oriente Médio, leste da África, e maior parte da Europa. O fenômeno não foi visível da maior parte da América do Sul, nem do oeste da África. Houve várias transmissões de vídeo ao vivo online com imagens de telescópios ao redor do mundo. No meio do trânsito, uma das transmissões da NASA teve quase 2 milhões de visualizações totais e estava recebendo aproximadamente 90 000 espectadores a qualquer momento.
Em Los Angeles, multidões lotaram o Monte Hollywood onde o Observatório Griffith montou telescópios para o público ver o trânsito. No Havaí, centenas de turistas assistiram ao evento na Praia de Waikiki onde a Universidade do Havaí montou oito telescópios e duas telas grandes mostrando transmissões web do trânsito. O trânsito também foi observado e fotografado historicamente pelo astronauta da NASA Don Pettit a bordo da Estação Espacial Internacional.
O Solar and Heliospheric Observatory da NASA não pôde ver o trânsito pois não estava entre a Terra e o Sol no momento do evento, mas imagens de alta definição do evento foram obtidas pelo Solar Dynamics Observatory, de 36 000 km (22 400 mi) acima da Terra. A astrofísica da agência Dra. Lika Guhathakurta disse: "Conseguimos ver Vênus em detalhes primorosos por causa da resolução espacial do SDO, o SDO é um observatório muito especial. Ele captura imagens que são cerca de 10 vezes melhores que uma TV de alta definição e essas imagens são adquiridas numa cadência temporal de uma a cada 10 segundos. Isso é algo que nunca tivemos antes".

## Pesquisa

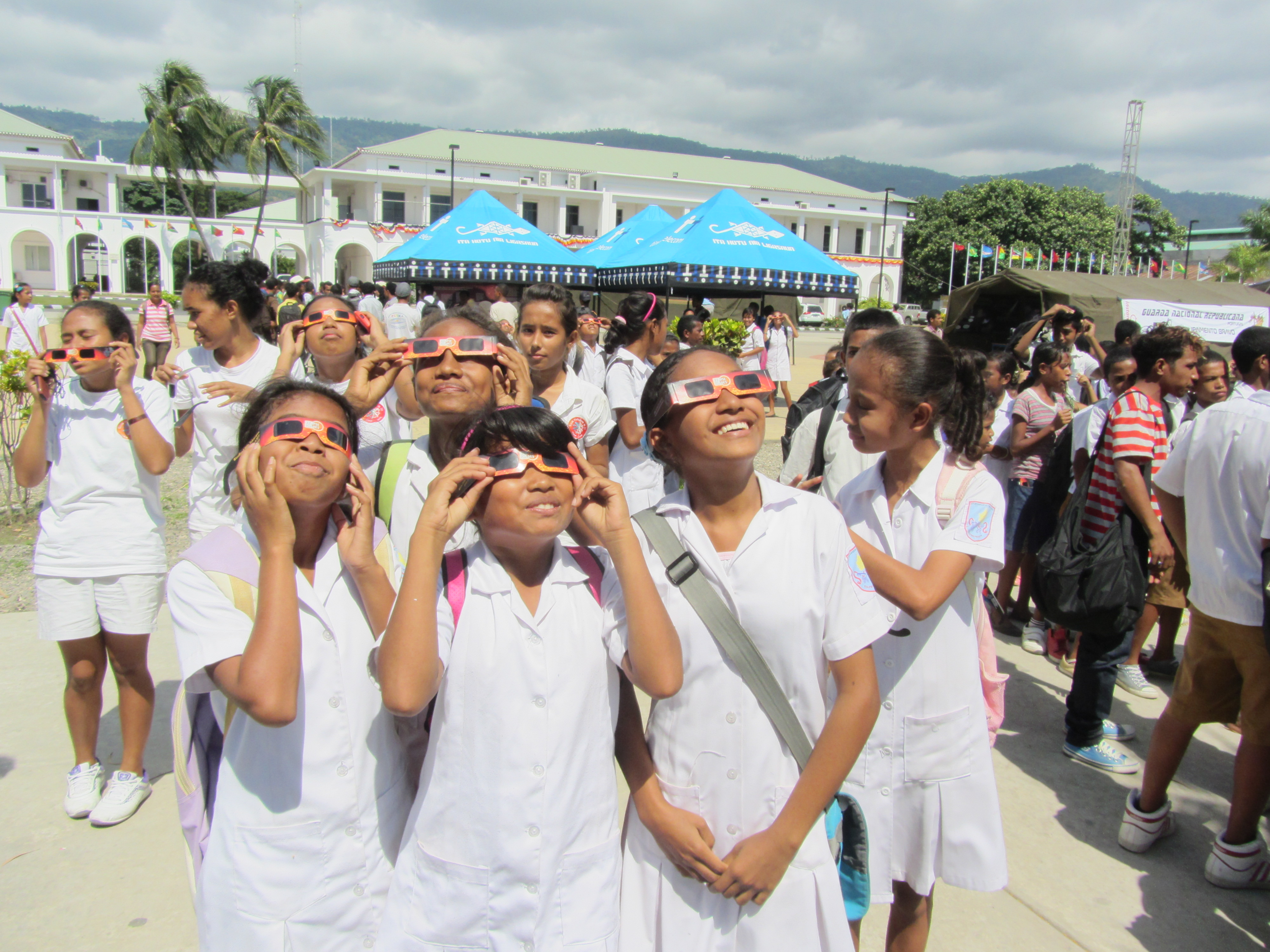
Crianças em Díli observando o trânsito de Vênus

O trânsito de 2012 deu aos cientistas várias oportunidades de pesquisa. Estas incluíram:
- Medição de quedas no brilho de uma estrela causadas por um planeta conhecido transitando uma estrela conhecida (o Sol). Isso ajudará astrônomos na busca por exoplanetas. Diferentemente do trânsito de Vênus de 2004, o trânsito de 2012 ocorreu durante uma fase ativa do ciclo de 11 anos de atividade do Sol, e teria proporcionado prática na detecção do sinal de um planeta ao redor de uma estrela variável "manchada".
- Medição do diâmetro aparente de Vênus durante o trânsito, e comparação com seu diâmetro conhecido. Isso terá dado informações sobre como estimar tamanhos de exoplanetas.
- O número de locais documentando o evento fornecerá muitos dados via paralaxe que gerarão medições mais precisas.
- Observação da atmosfera de Vênus simultaneamente de telescópios terrestres e da espaçonave Venus Express. Isso deu uma melhor oportunidade de entender o nível intermediário da atmosfera de Vênus do que é possível de qualquer ponto de vista isoladamente, e deve fornecer novas informações sobre o clima do planeta.
- Estudo espectrográfico da atmosfera de Vênus. Os resultados da análise da atmosfera bem entendida de Vênus serão comparados com estudos de exoplanetas com atmosferas que são desconhecidas.
- O Telescópio Espacial Hubble usou a Lua como espelho para estudar a luz refletida de Vênus para determinar a composição de sua atmosfera. Isso pode fornecer outra técnica para estudar exoplanetas.
- Reconstrução experimental da descoberta de Lomonosov da atmosfera venusiana (1761) com refratores antigos.[11] Os pesquisadores observaram o "arco de Lomonosov" e outros efeitos de auréola devido à atmosfera de Vênus e concluíram que o telescópio de Lomonosov era totalmente adequado à tarefa de detectar o arco de luz ao redor de Vênus fora do disco do Sol durante ingresso ou saída se técnicas experimentais apropriadas como descritas por Lomonosov em seu artigo de 1761 fossem empregadas.[11]

## Galeria
América do Norte:

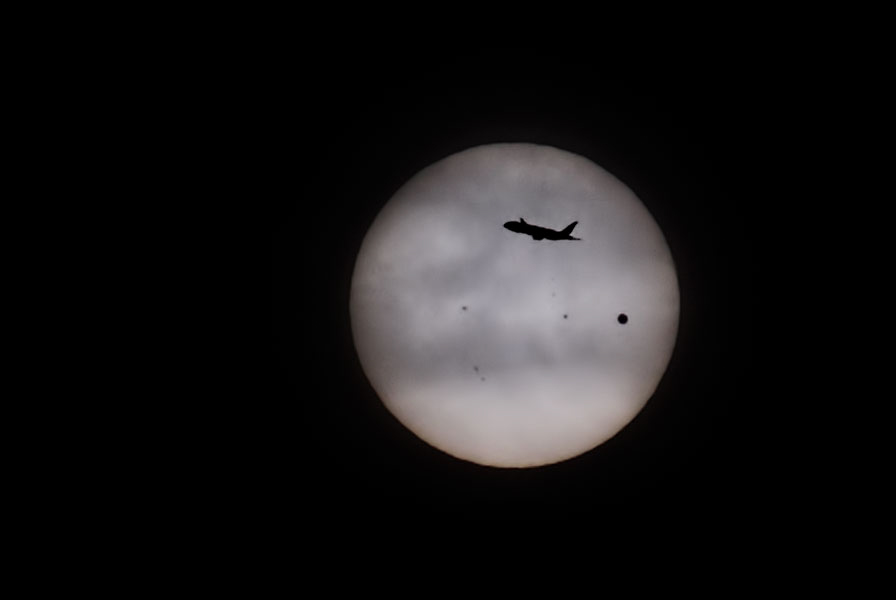
São Francisco, Califórnia, Estados Unidos Trânsito de avião comercial com Vênus
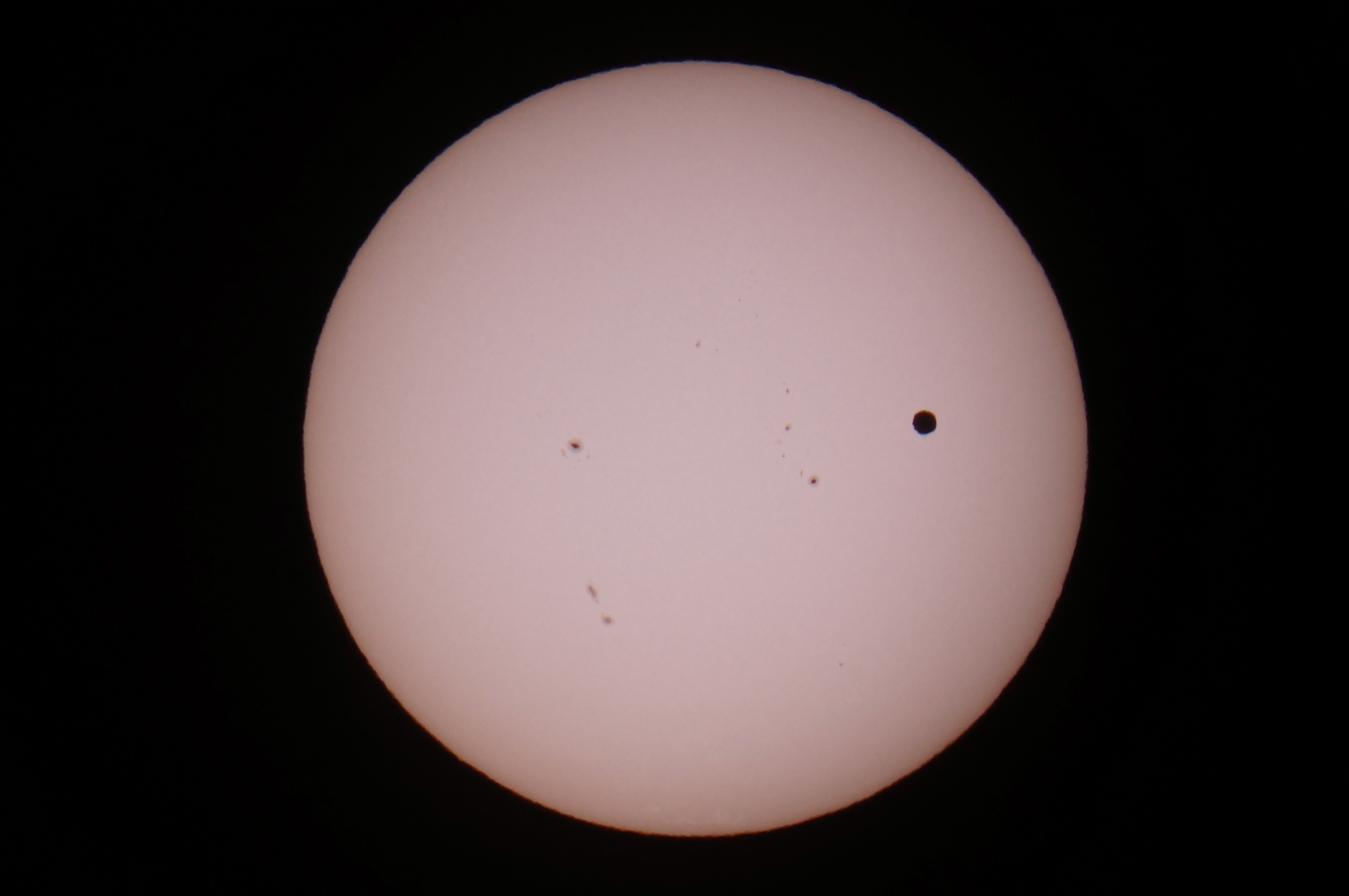
Tempe, Arizona, EUA 01h54 UTC
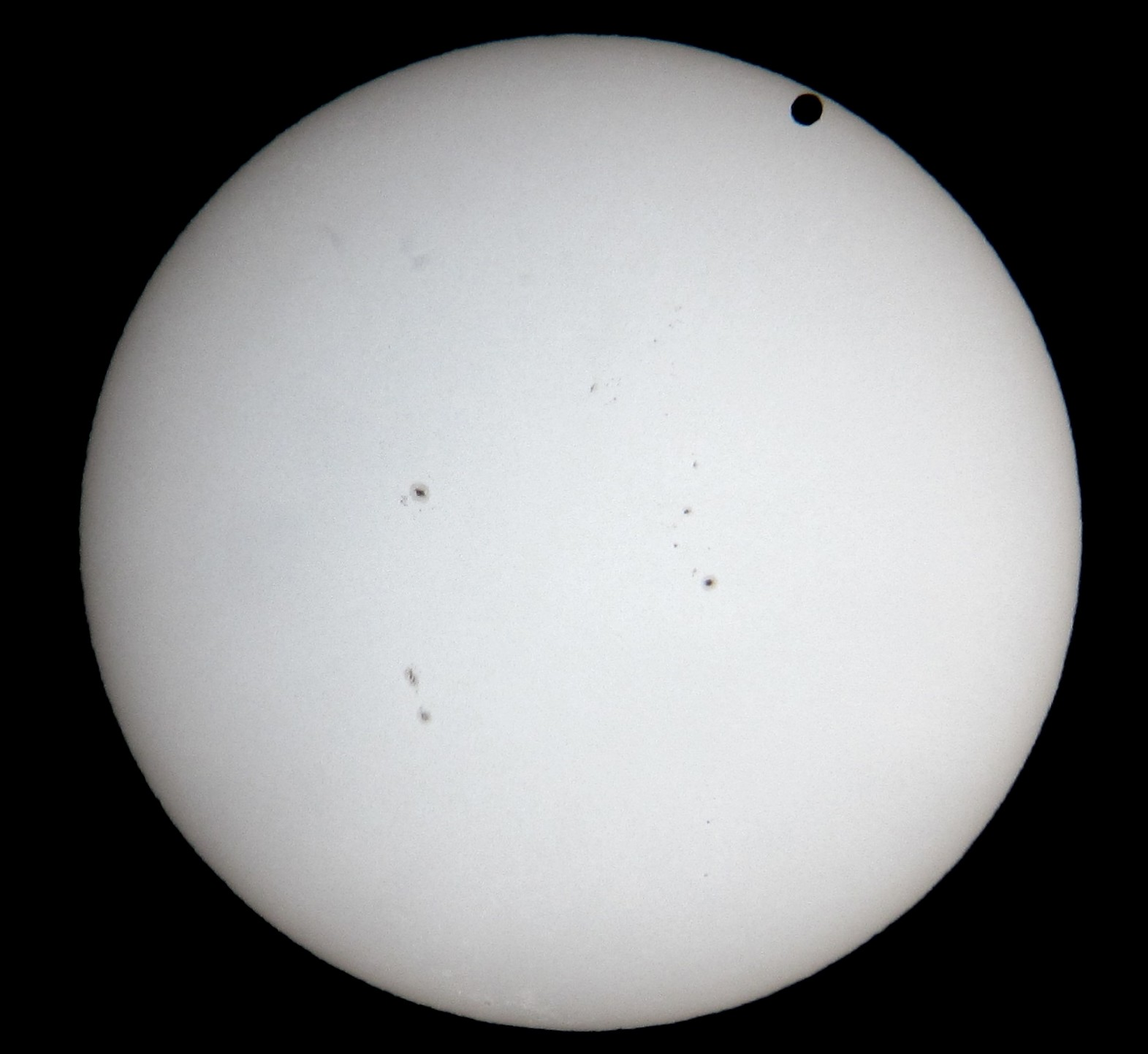
Wichita Falls, Texas, EUA
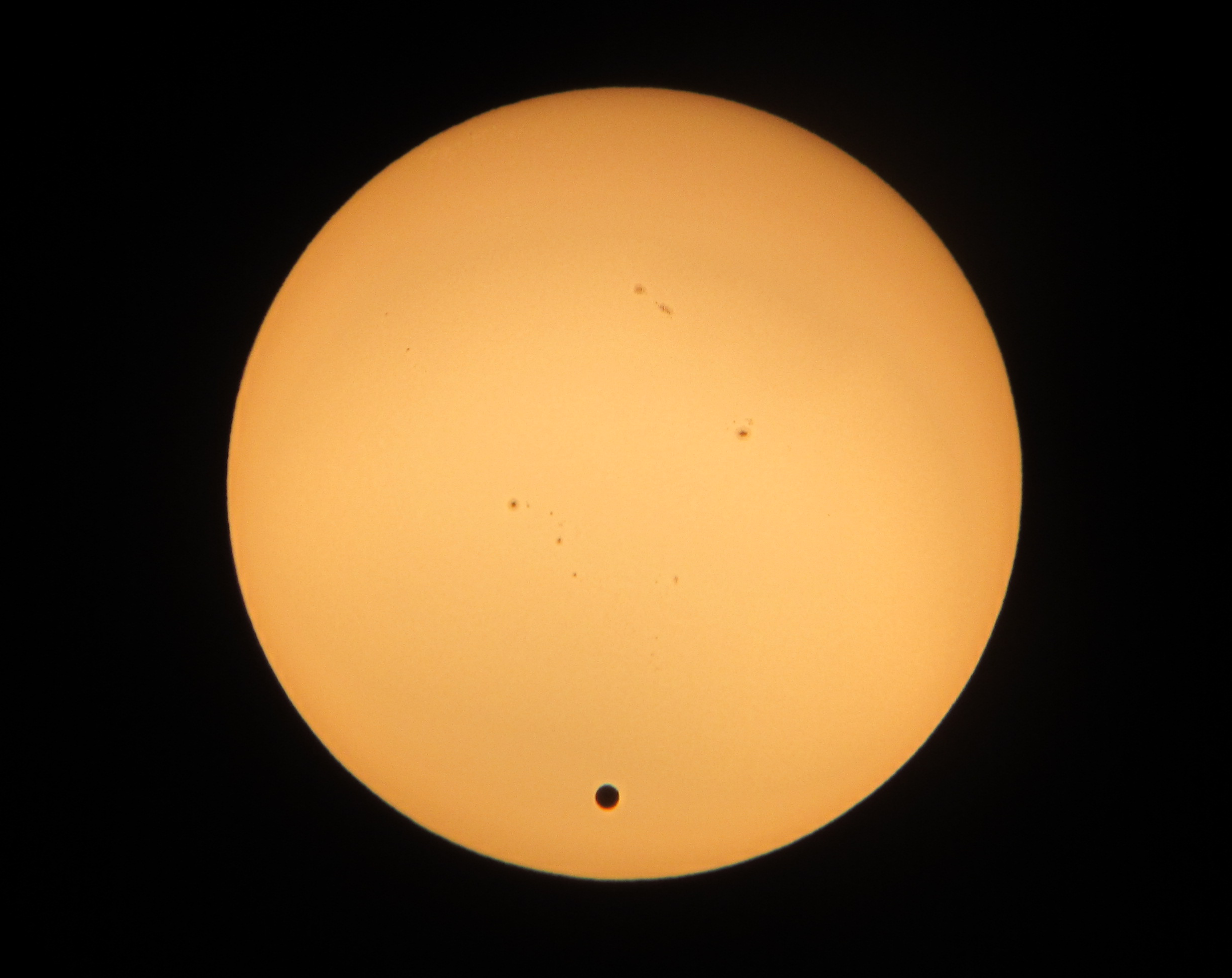
Observatório Fennell Oakland, Tennessee, EUA
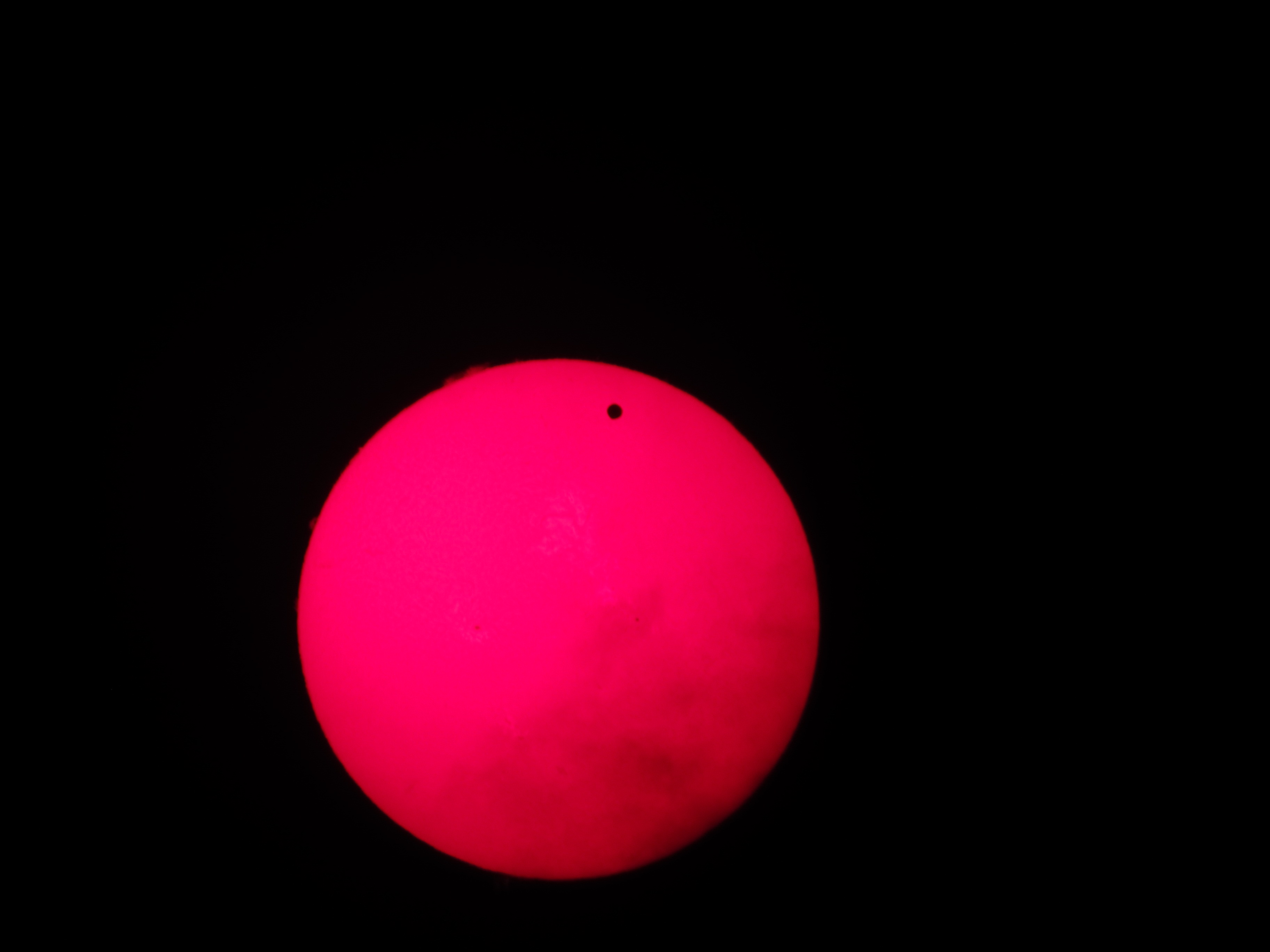
Toronto, Ontário, Canadá 23h06 UTC

Europa:

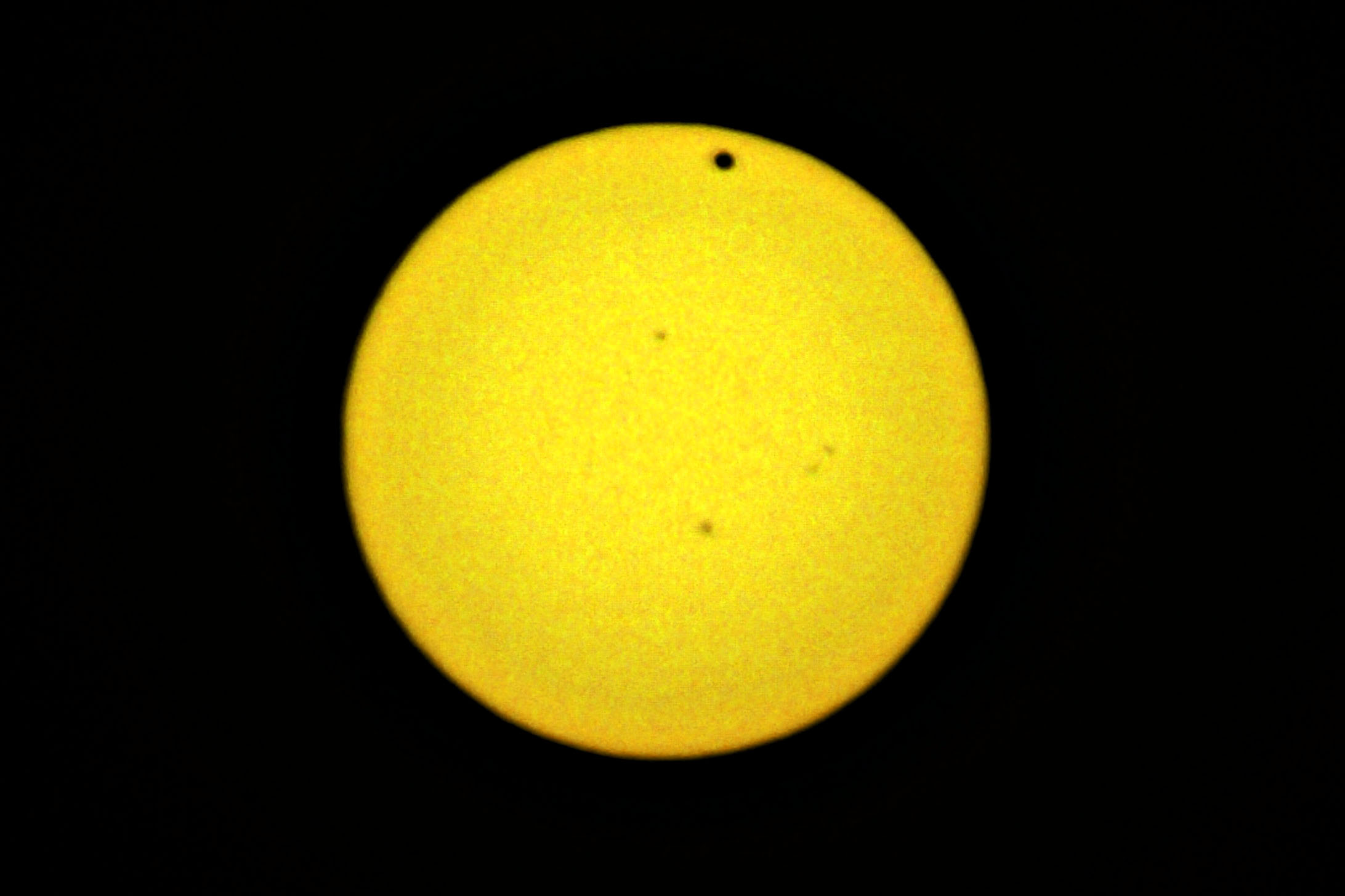
Ragusa, Sicília, Itália 04h11 UTC
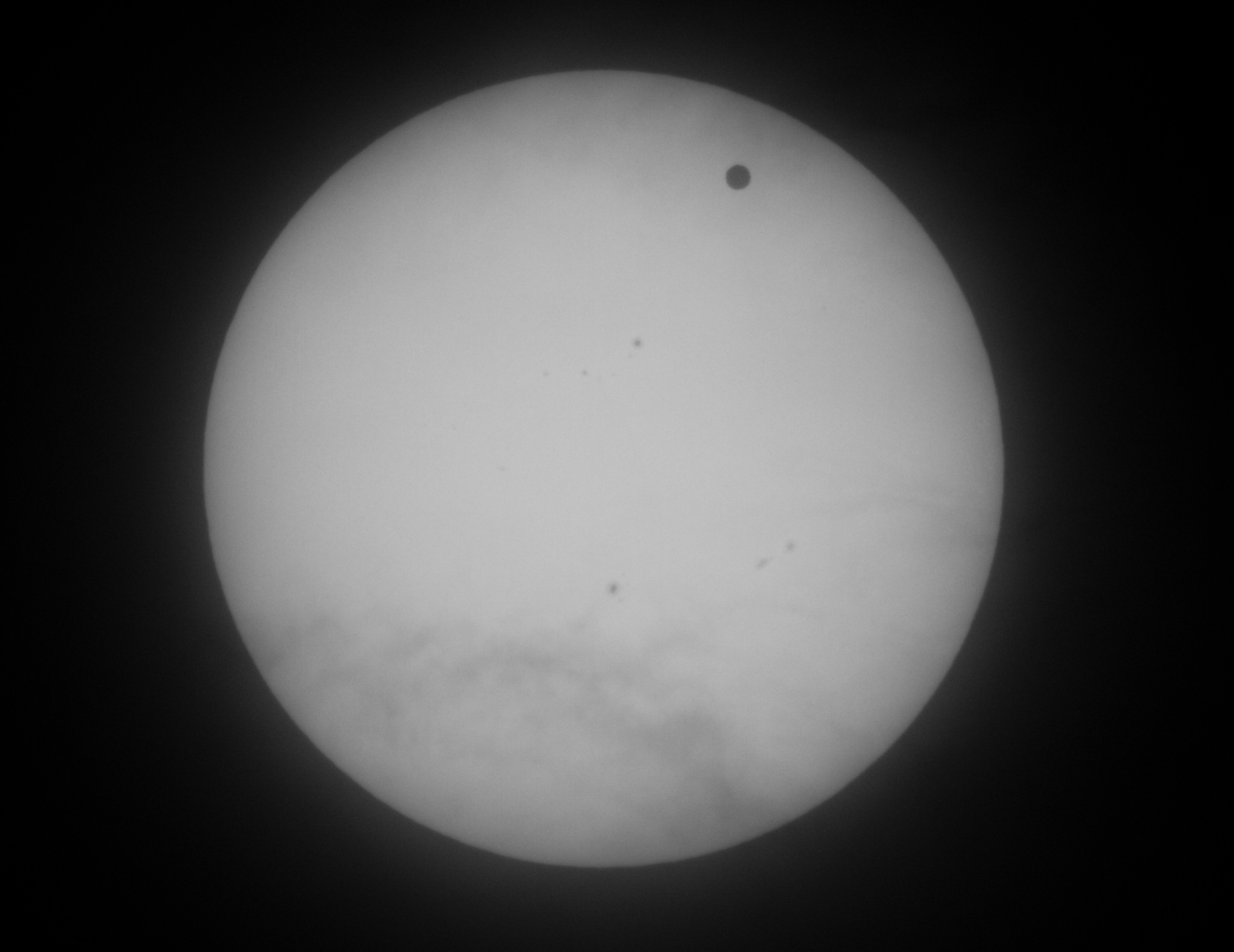
Moscou, Rússia 03h47 UTC
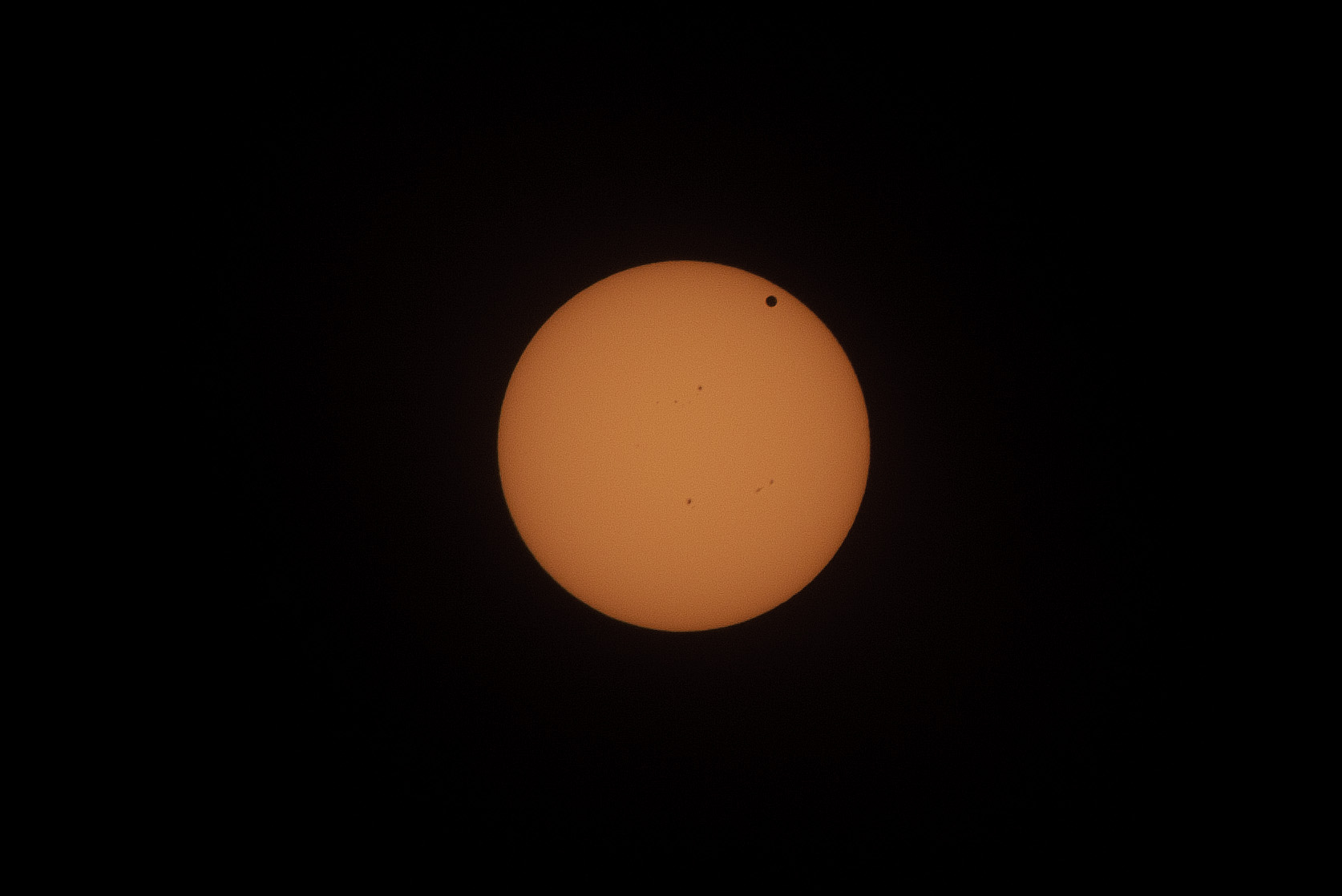
Helsingborg, Suécia 04h20 UTC
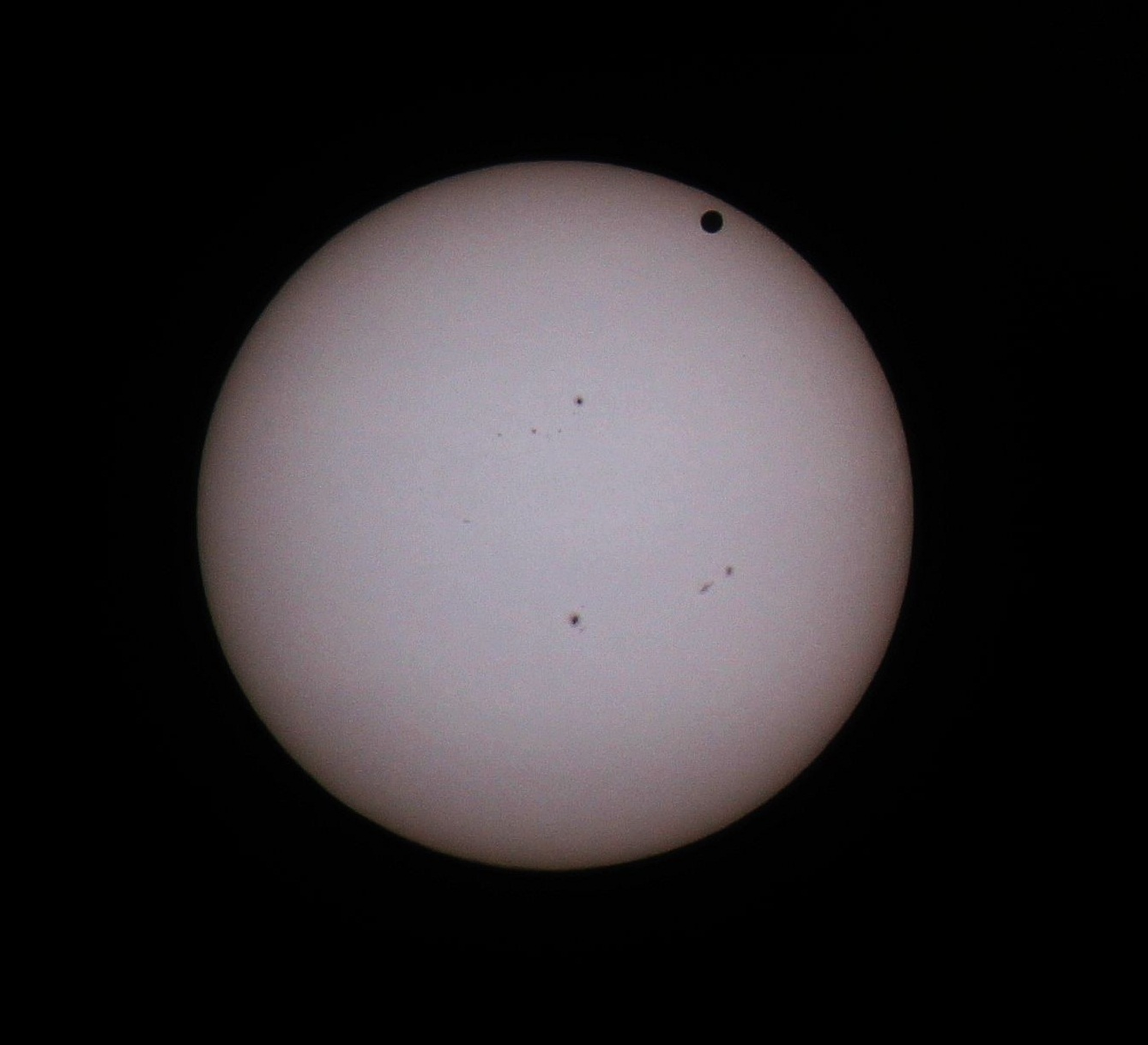
Úvaly, República Tcheca 04h26 UTC
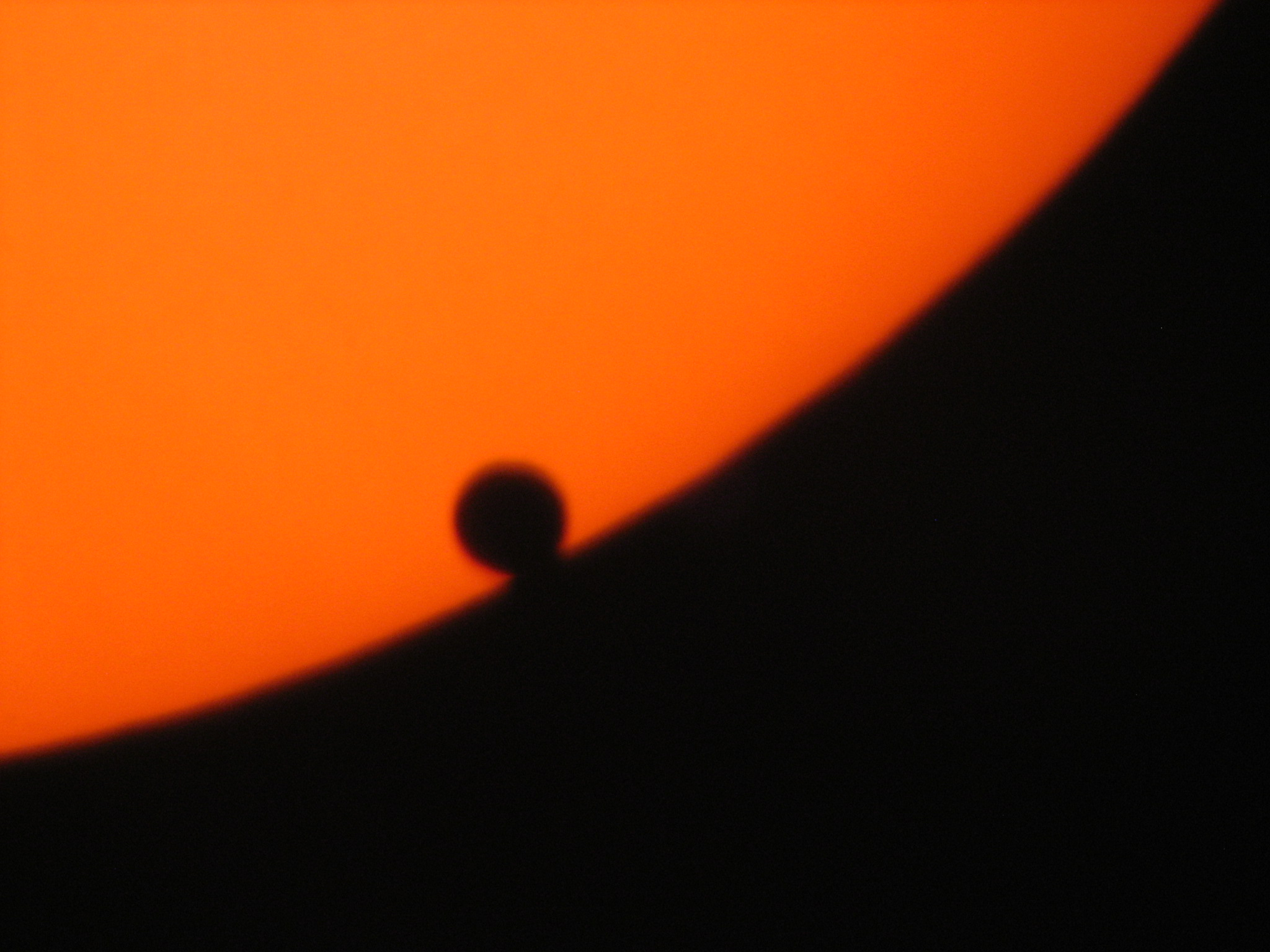
Kecskemét, Hungria 03h41 UTC

Ásia:

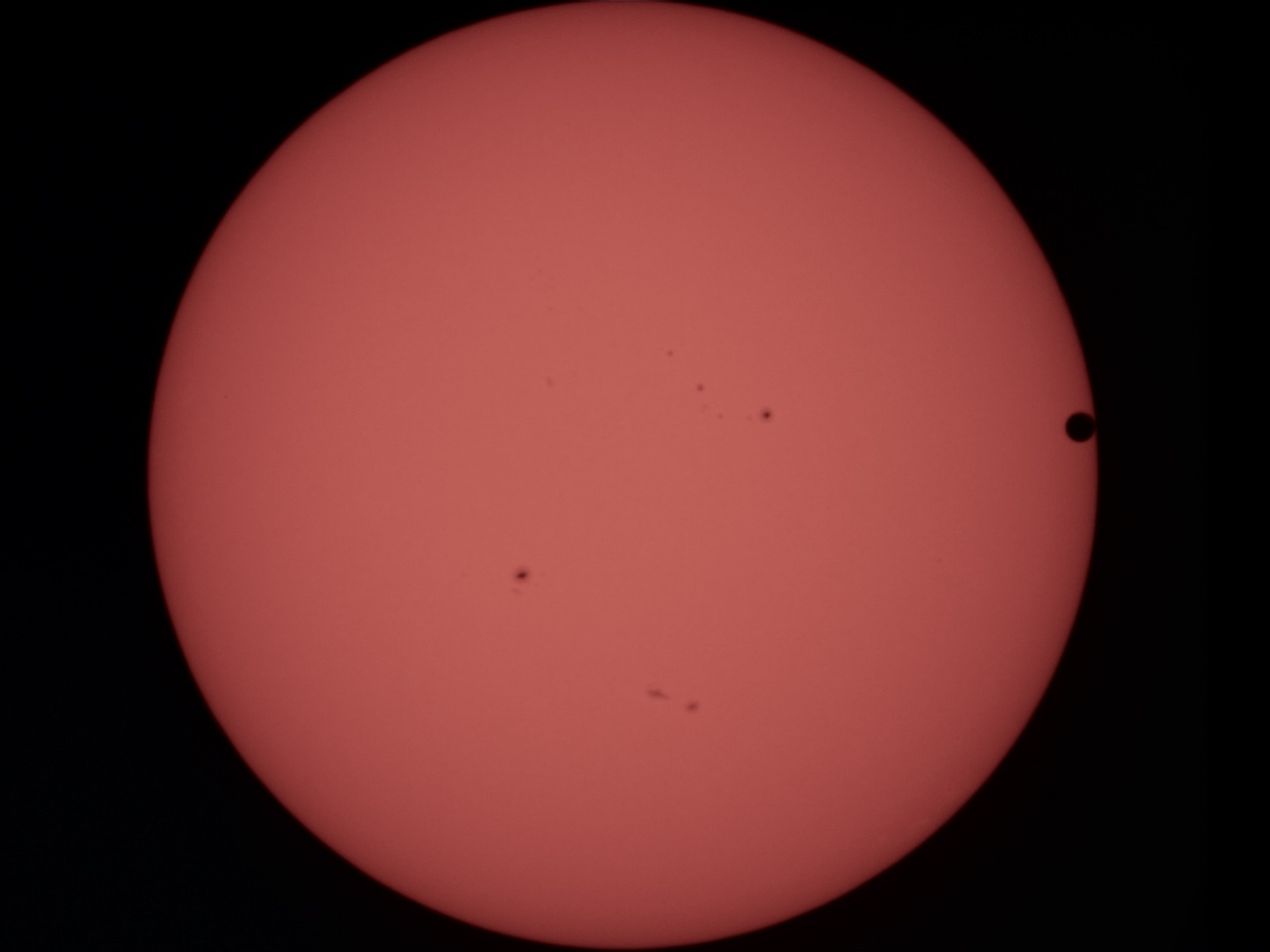
Cidade do Kuwait, Kuwait
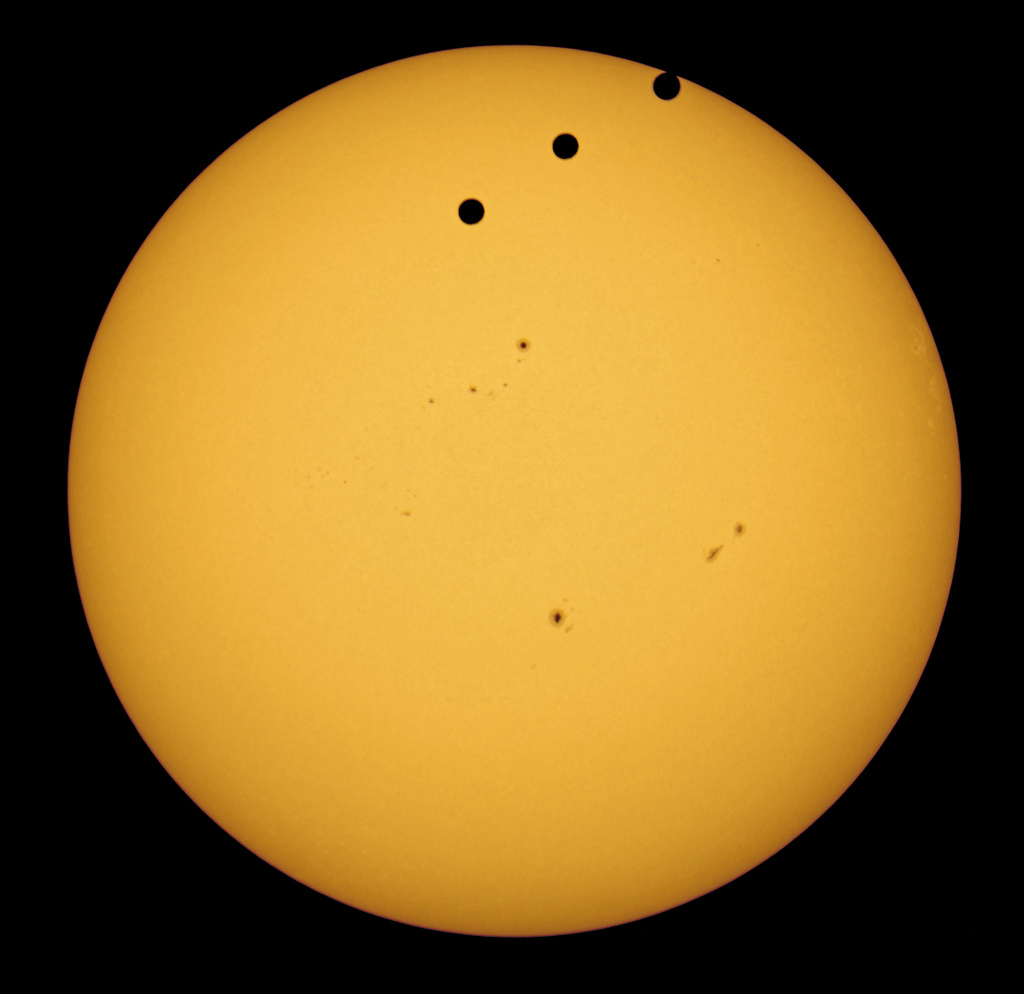
Amã, Jordânia Combinação de 3 exposições
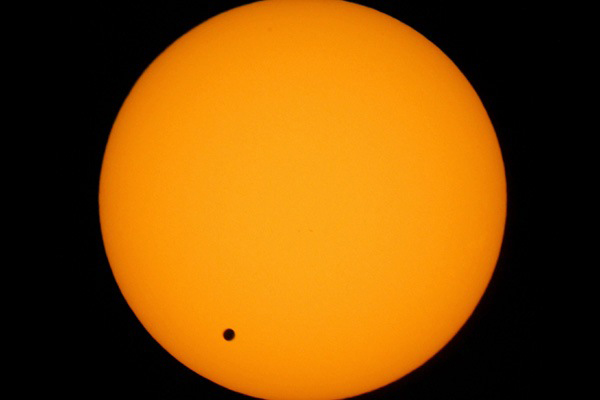
Délhi, Índia
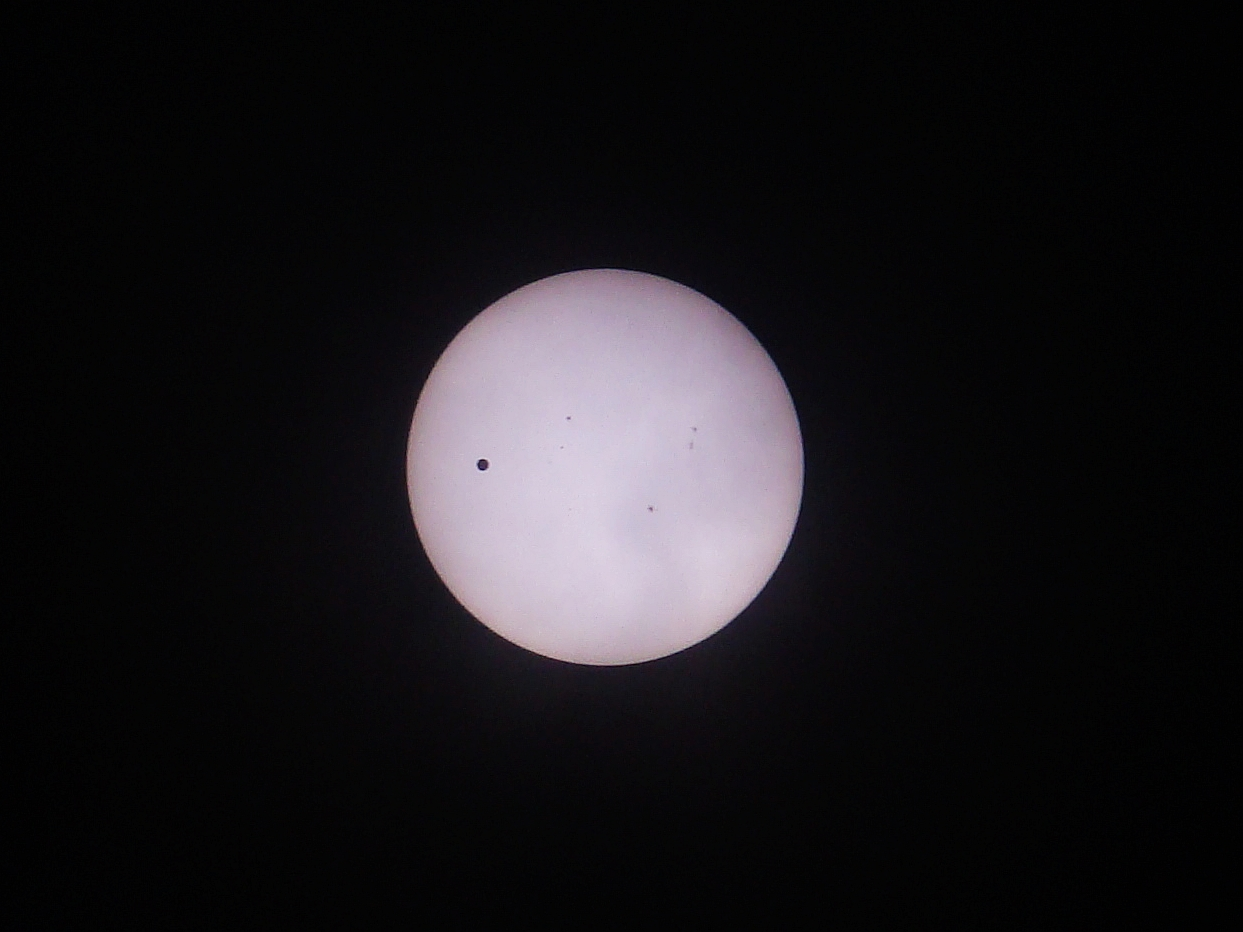
Guangzhou, China 00:41 UTC
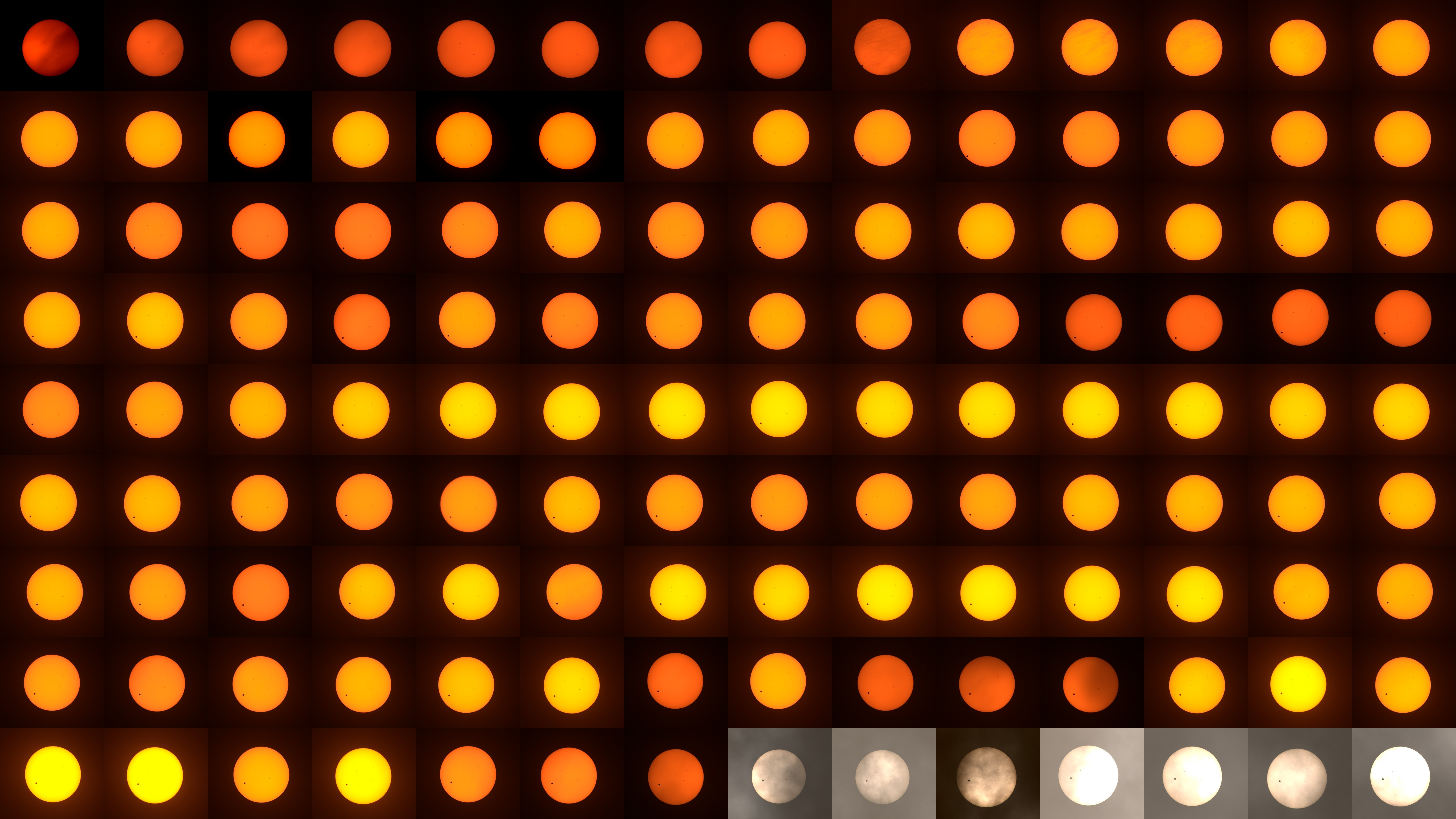
Sequência de fotos de Taichung, Taiwan
Vídeo de Ussuriysk, Rússia 00h08–04h43 UTC
Vídeo de Handa, Aichi, Japão 23:36–04h50 UTC

Australásia:

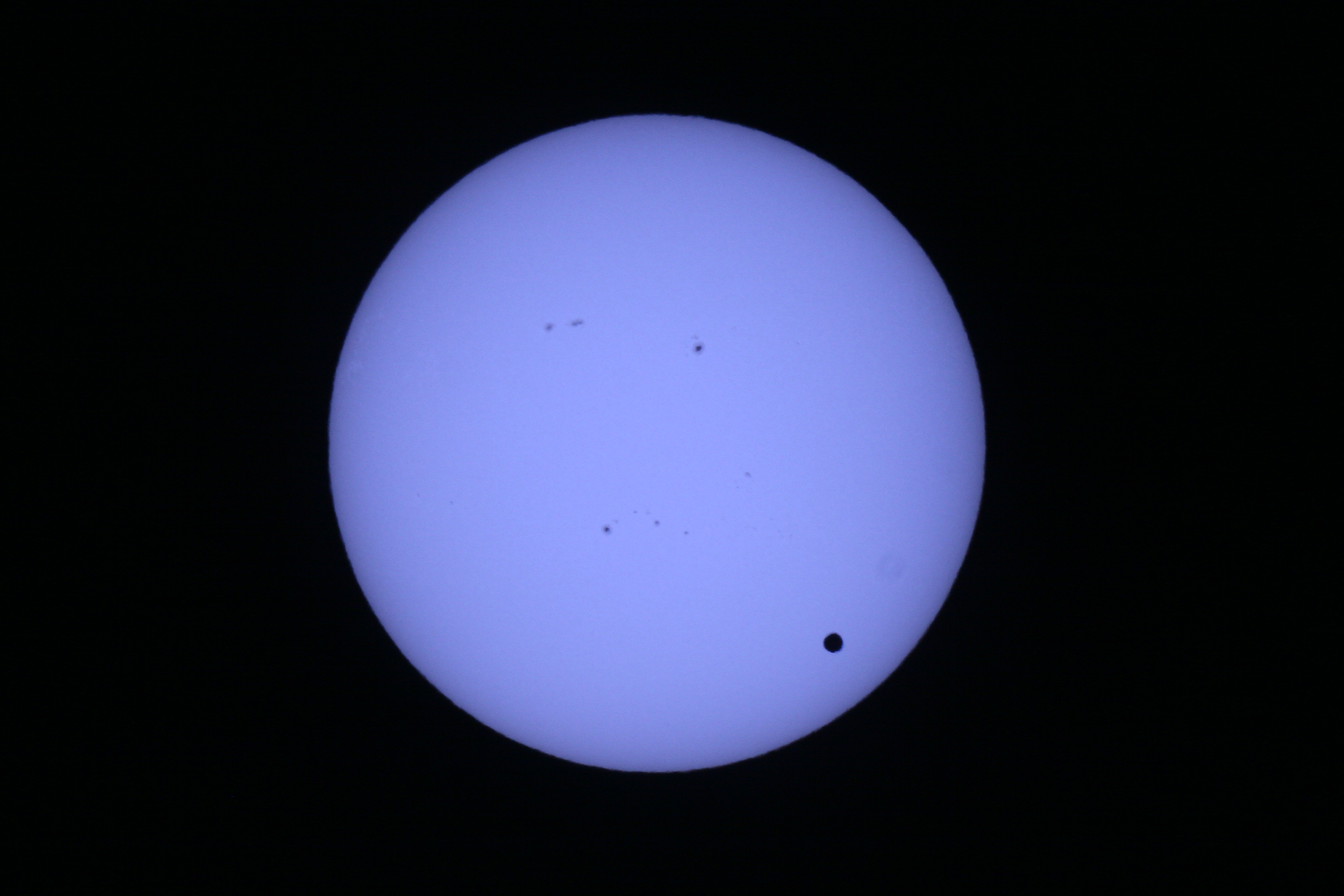
Sydney 23h25 UTC
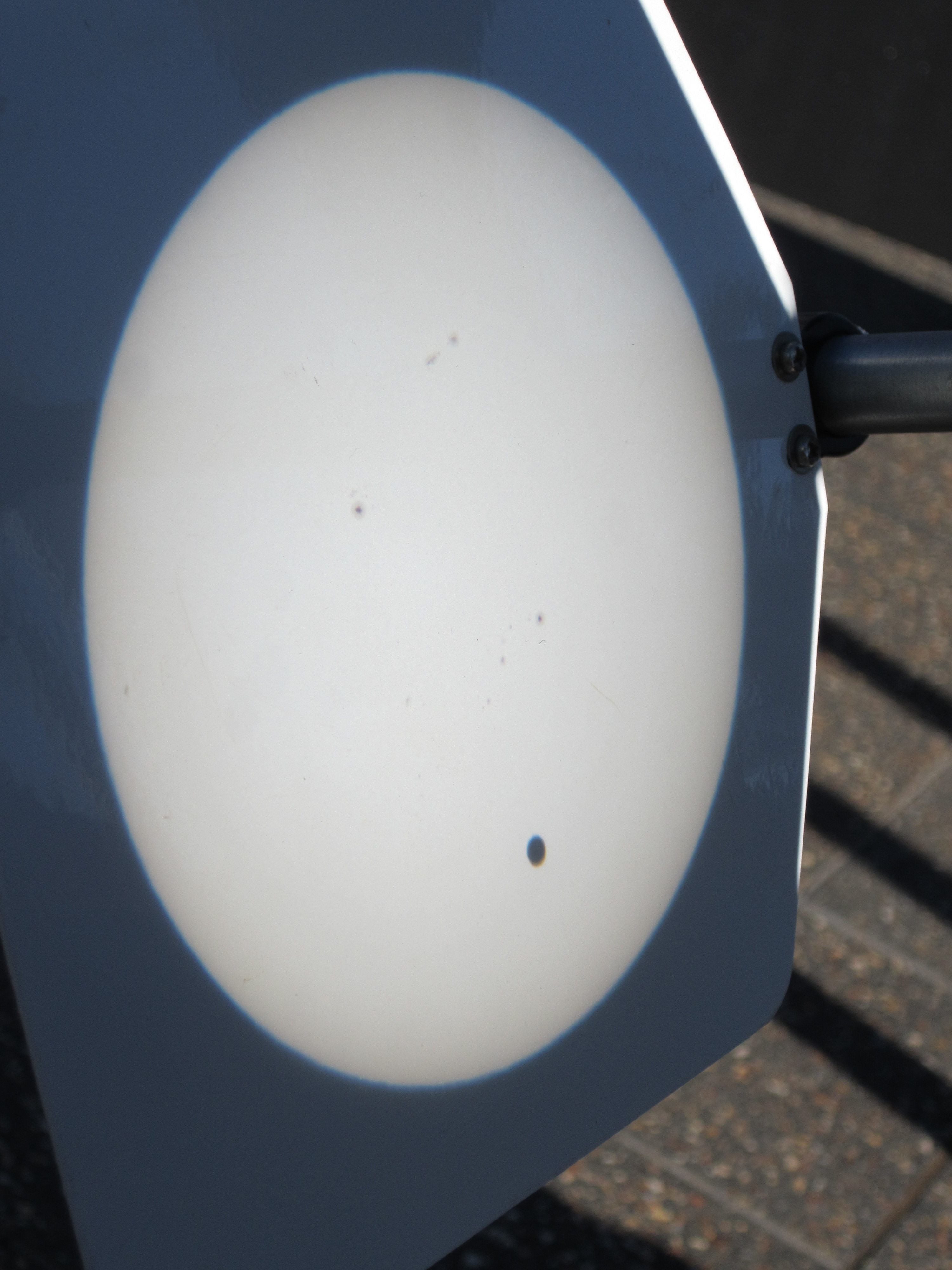
Wagga Wagga 00h49 UTC
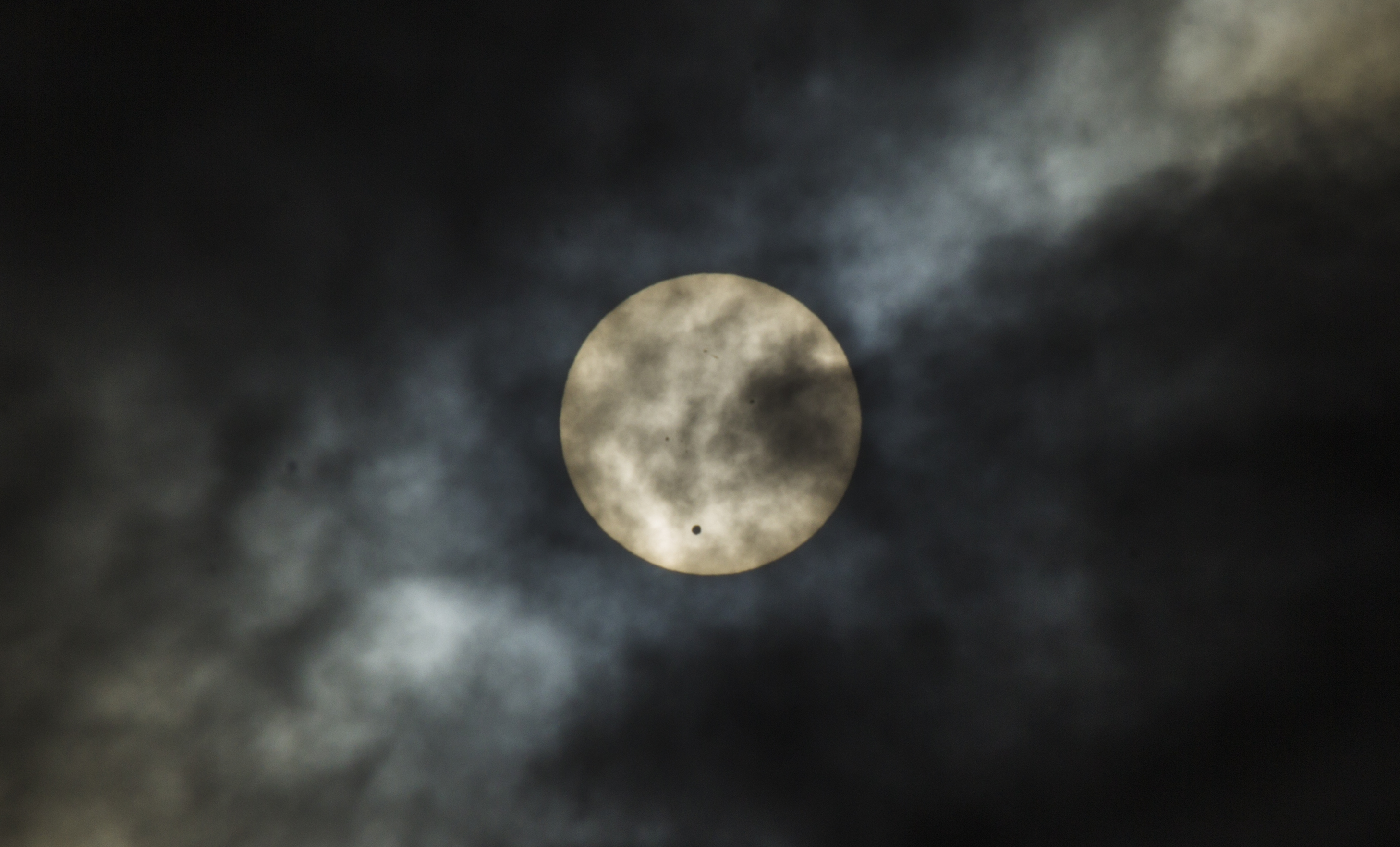
Clayton 01h06 UTC

Outros:
- Vista em Ultra-alta Definição do Solar Dynamics Observatory
- Esta visualização mostra as trajetórias orbitais de Vênus e da Terra que levaram a este raro alinhamento em 5–6 de junho de 2012

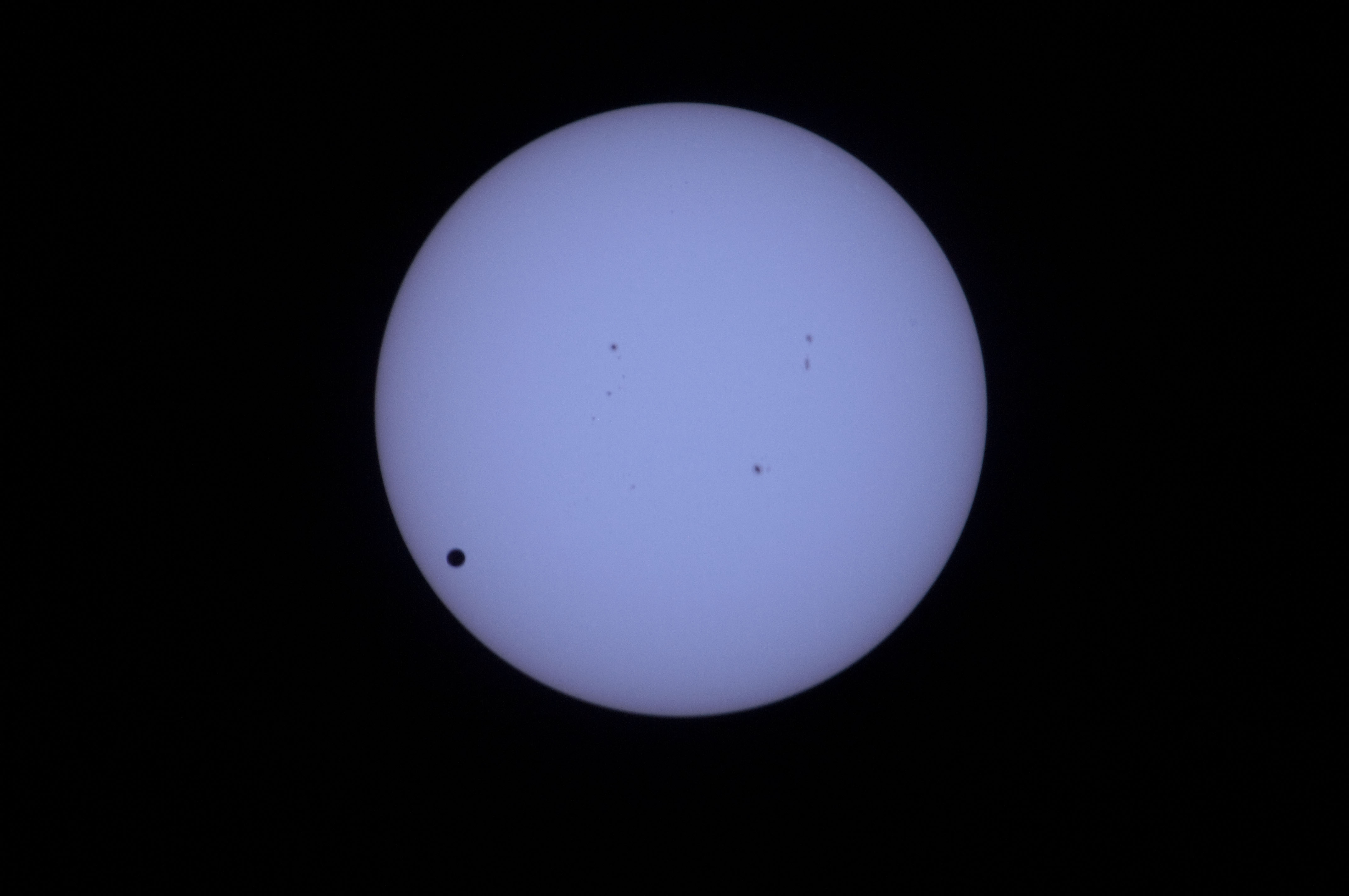
Trânsito de Vênus, visto da Estação Espacial Internacional.
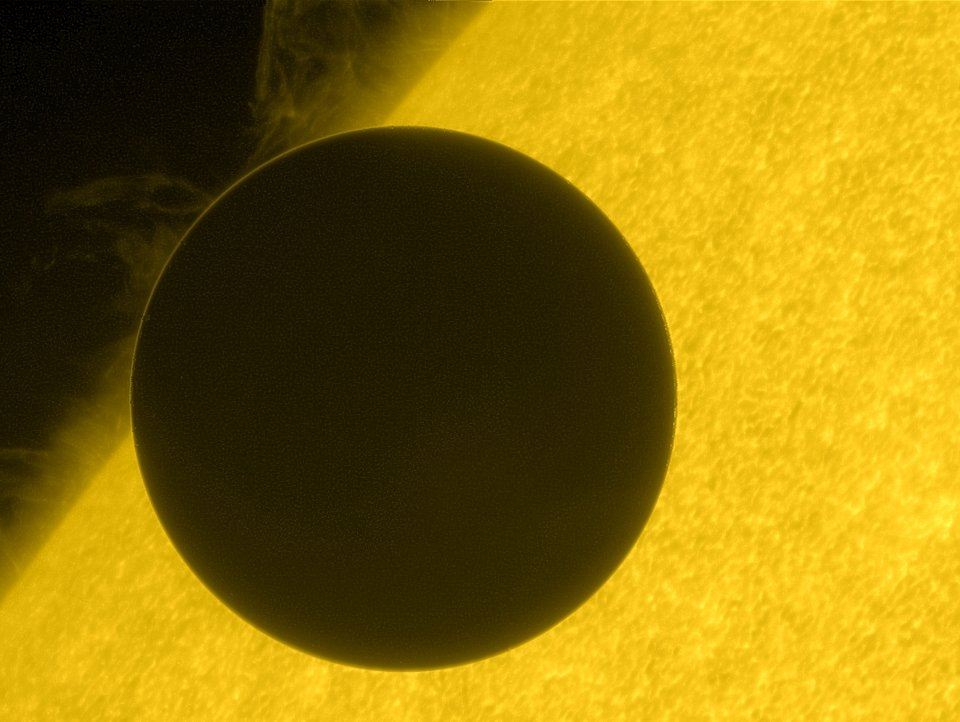
Close-up de Vênus pela espaçonave japonesa Hinode na órbita heliossíncrona.
- Visualização gerada pela composição dos close-ups de pequeno campo de visão e alta cadência de Vênus com as imagens de disco completo e baixa cadência do SDO.